# Râul Cinculeasa
Râul Cinculeasa este un curs de apă, afluent al Olt. 